# 3585 Goshirakawa
3585 Goshirakawa è un asteroide della fascia principale. Scoperto nel 1987, presenta un'orbita caratterizzata da un semiasse maggiore pari a 3,0692794 UA e da un'eccentricità di 0,1889448, inclinata di 3,02090° rispetto all'eclittica.